# Loles León
Maria Dolores León Rodríguez, Loles León (ur. 1 sierpnia 1950, w Barcelonie, w Hiszpanii) – hiszpańska aktorka filmowa i telewizyjna. Jedna z najbardziej znanych aktorek Pedra Almodóvara.

## Wybrana filmografia
- Kobiety na skraju załamania nerwowego (Mujeres al borde de un ataque de nervios) (1987) jako sekretarka
- Zwiąż mnie, (¡Átame!) (1989) jako Lola
- Porozmawiaj z nią, (Hable con ella) (2002) jako prezenterka telewizyjna